# 科学史 (1511年)
科学史上的1511年发生了众多事件，本条目撷取其中部分罗列如下：

## 数学
- 法国数学家夏里·德波维尔（Charles de Bovelles）出版了《法语几何学》（Géométrie en françoys），这是已知的第一部法语科学著作。[1]

## 诞生
- 9月29日？，米格尔·塞尔韦特，阿拉贡王国（今西班牙阿拉贡自治区）博学家（1553年卒）
- 10月22日，爱拉斯穆斯·赖因霍尔德（Erasmus Reinhold），德国数学家及天文学家（1553年卒）

## 逝世
- 马蒂亚斯·林曼（Matthias Ringmann），德国地理学家（1482年生）